# アル・アトキンス
アラン・ジョン・"アル"・アトキンス（Alan John Atkins、1947年10月14日 - )は、イギリスのミュージシャン。ヘヴィメタルバンド、ジューダス・プリーストの創設者として知られる。

## 経歴
1947年、ウェストブロムウィッチで生まれる。ビートルズやローリング・ストーンズに影響を受けて16歳のころに学校の同級生と初めてバンドを結成する。
その後、ブルーノ・ステーペンヒル、アルバート・ヒントンらと「ザ・リアクション」を結成し、アトキンスはボーカルとドラムを担当した。
解散後、彼とステーペンヒルの2人はジョン・パートリッジらとザ・シュガー・スタックを結成。 バンドは1年で解散し、アトキンスとステーペンヒルはバリー・シビル、ジョンとジムのペリー兄弟らとハーフ・ブリード(後にチャプターズ・オブ・ライフ、ザ・ジャグ・ブルース・バンドに改名)を結成
ザ・ジャグ・ブルース・バンド解散後の1969年、彼はステーペンヒル、かつて2人と共に活動したジョン・パートリッジ、ジョン・ペリーとバーミンガムでジューダス・プリーストを結成。しかし、妻と幼い娘を養うアトキンスは、1973年5月に仕事に専念するためにジューダス・プリーストを脱退した。アトキンスの後任にはロブ・ハルフォードが加入した。アトキンスが脱退したため、現在オリジナル・メンバーは残っていない（ブルーノ・ステープンヒルとジョン・パートリッジは1970年に脱退、ジョン・ペリーは1969年に自殺）。
2012年、アトキンスはギタリストのポール・メイと共に、アトキンス・メイ・プロジェクトを結成。2011年5月21日付のプレスリリースによると、アトキンスはヘヴィ・メタル・オペラ・プロジェクトの「ライラカ」にセッション・ヴォーカルとして参加する予定だという。

## ディスコグラフィー

### ソロ名義
- Judgement Day (1990)
- Dreams of Avalon (1991)
- Heavy Thoughts (1994) (released in 2003 with two bonus tracks)
- Victim of Changes (1998)
- Demon Deceiver (2007)
- Demon Deceiver... Plus (re-release with two bonus tracks, 2009)
- Reloaded (re-recorded "best of", featuring Ian Hill, Ralf Scheepers, Roy Z and more special guests, 2017)

### ホーリー・レイジ
- Holy Rage (2010)

### アトキンス・メイ・プロジェクト
- Serpents Kiss (2011)
- Valley of Shadows (2012)
- Empire of Destruction (2014)
- Anthology (compilation, 2015)
- The Final Cut (2020)

### ゲスト・セッション
- Lyraka Volume 2 (not yet released)